# Деглет-нур
Деглет нур (з алжирського діалекту арабської мови دقلة نور — «палець світу») — найпоширеніший із «сухих» сортів фінікової пальми (Phoenix dactylifera).
Згідно однієї з версій, слово «деглет» значить не «палець», а походить від «Деджла», арабської назви річки Тигр в Месопотамії, де наче і з'явилась вперше ця пальма. Однак всі данні указують на те, що батьківщиною «сонячних пальчиків» є Туггурт в Алжирі.
Хоча плоди пальми «деглет-нур» уступають за розмірами і вмістом корисних речовин набираючим популярність крупним («королівським») фінікам-маджхоль, саме цей сорт традиційно називали «королевою фініків» та «сонцем в мініатюрі».
Цей сорт найпопулярніший в Алжирі (в регіоні «Зібан» коло Біскре) і на південному заході Тунісу. В США найбільші плантації розташовані в Каліфорнії, Аризоні, Техасі, де клімат схожий на клімат Північної Африки.